# Fort Meade (Flórida)
Fort Meade é uma cidade localizada no estado americano da Flórida, no condado de Polk. Foi incorporada em 1885.

## Geografia
De acordo com o United States Census Bureau, a cidade tem uma área de 13,6 km², onde 13 km² estão cobertos por terra e 0,6 km² por água.

### Localidades na vizinhança
O diagrama seguinte representa as localidades num raio de 24 km ao redor de Fort Meade.

## Demografia
Segundo o censo nacional de 2010, a sua população é de 5 626 habitantes e sua densidade populacional é de 431 hab/km². Possui 2 453 residências, que resulta em uma densidade de 187,92 residências/km².